# Mañaneros
Mañaneros eés un programa de televisió espanyol produït per RTVE i La Cometa TV que és emès des del 4 de setembre de 2023 en La 1. El format és presentat per Jaime Cantizano, Miriam Moreno i Marc Santandreu i combina actualitat en conjunt a entreteniment en la franja matinal.

## Format
Mañaneros és un magazín d'actualitat i entreteniment que compta amb reportatges i connexions en directe. Per a això, disposa d'un equip de reporters i col·laboradors.

## Equip

### Presentadors
Presentador/a titular
     Copresentador/a
| Presentadors    | Informació          | Logo de La 1 | Logo de La 1 |
| Presentadors    | Informació          | 2023         | 2024         |
| --------------- | ------------------- | ------------ | ------------ |
| Jaime Cantizano | Presentador titular |              |              |
| Miriam Moreno   | Copresentadora      |              |              |
| Marc Santandreu | Copresentador       |              |              |

### Col·laboradors

#### Política
| Col·laborador               | Informació             | 2023 |
| --------------------------- | ---------------------- | ---- |
| Javier Aroca                | Expolític i antropòleg |      |
| Pilar Velasco               | Periodista de recerca  |      |
| Antón Losada                | Polític                |      |
| Ainhoa Martínez             | Periodista i advocada  |      |
| Toni Bolaño                 | Periodista             |      |
| Nuria Ribó                  | Periodista             |      |
| Fátima Iglesias             | Periodista             |      |
| Begoña Villacís             | Política i advocada    |      |
| Carolina Bescansa           | Política i sociòloga   |      |
| Guillermo Fernández Vara    | Polític                |      |
| José Manuel García-Margallo | Polític                |      |

#### Crònica social
| Col·laborador       | Informació                             | 2023 |
| ------------------- | -------------------------------------- | ---- |
| María Eugenia Yagüe | Periodista                             |      |
| Diego Reinares      | Periodista                             |      |
| Alberto Guzmán      | Periodista                             |      |
| Pepa Jiménez        | Periodista                             |      |
| Terelu Campos       | Presentadora de televisió i tertuliana |      |
| Lydia Lozano        | Periodista                             |      |

#### Col·laboradors amb secció
| Col·laborador/a | Informació                     | 2023 |
| --------------- | ------------------------------ | ---- |
| Laura Lobo      | Periodista                     |      |
| Rocío Delgado   | Periodista                     |      |
| Pedro Santos    | Periodista                     |      |
| Sergio Labrador | Periodista                     |      |
| Ángel Moya      | Periodista                     |      |
| Mónica González | Periodista                     |      |
| Gemma Peñalosa  | Polític                        |      |
| Patricia Suárez | Experta en consumo financiero. |      |
| David Céspedes  | Metge                          |      |
| Lucía Riaño     | Periodista                     |      |
| Adoración       | Youtuber de cuina              |      |
| Álex            | Youtuber de viatges            |      |
| Johnny Stock    | Youtuber de negocis            |      |

#### Reporters
| Reporter/a       | Informació | 2023 |
| ---------------- | ---------- | ---- |
| Alberto Catalán  | Periodista |      |
| Daniel González  | Periodista |      |
| Gemma Camacho    | Periodista |      |
| Asier Navarro    | Periodista |      |
| Ruth García      | Periodista |      |
| Valle Aguilón    | Periodista |      |
| Pablo Carabias   | Periodista |      |
| Irina García     | Periodista |      |
| Fran Ramírez     | Periodista |      |
| Óscar Beunza     | Periodista |      |
| Natalia Yáñez    | Periodista |      |
| Víctor Casas     | Periodista |      |
| Javier González  | Periodista |      |
| Elena Antoñanzas | Periodista |      |

## Audiències
| Temporada | Estrena               | Final | Audiència   | Audiència |
| Temporada | Estrena               | Final | Espectadors | Quota     |
| --------- | --------------------- | ----- | ----------- | --------- |
| 1a        | 4 de setembre de 2023 | TBA   | TBA         | TBA       |

### Primera temporada (2023-2024)
| N.º (sèrie) | N.º (temp.) | Data d'emissió         | Audiència   | Audiència |
| N.º (sèrie) | N.º (temp.) | Data d'emissió         | Espectadors | Quota     |
| ----------- | ----------- | ---------------------- | ----------- | --------- |
| 1           | 1           | 4 de setembre de 2023  | 281 000     | 8,1%      |
| 2           | 2           | 5 de setembre de 2023  | 293 000     | 8,3%      |
| 3           | 3           | 6 de setembre de 2023  | 264 000     | 7,9%      |
| 4           | 4           | 7 de setembre de 2023  | 284 000     | 8,2%      |
| 5           | 5           | 8 de setembre de 2023  | 318 000     | 9,1%      |
| 6           | 6           | 11 de setembre de 2023 | 293 000     | 8,5%      |
| 7           | 7           | 12 de setembre de 2023 | 280 000     | 8,6%      |
| 8           | 8           | 13 de setembre de 2023 | 268 000     | 8,5%      |
| 9           | 9           | 14 de setembre de 2023 | 242 000     | 7,4%      |
| 10          | 10          | 15 de setembre de 2023 | 323 000     | 9,0%      |
| 11          | 11          | 18 de setembre de 2023 | 298 000     | 9,5%      |
| 12          | 12          | 19 de setembre de 2023 | 238 000     | 7,8%      |
| 13          | 13          | 20 de setembre de 2023 | 254 000     | 8,3%      |
| 14          | 14          | 21 de setembre de 2023 | 289 000     | 8,9%      |
| 15          | 15          | 22 de setembre de 2023 | 299 000     | 9,2%      |
| 16          | 16          | 25 de setembre de 2023 | 279 000     | 8,9%      |
| 17          | 17          | 28 de setembre de 2023 | 227 000     | 7,2%      |
| 18          | 18          | 2 d'octubre de 2023    | 281 000     | 8,8%      |
| 19          | 19          | 3 d'octubre de 2023    | 297 000     | 9,6%      |
| 20          | 20          | 4 d'octubre de 2023    | 235 000     | 8,0%      |
| 21          | 21          | 5 d'octubre de 2023    | 222 000     | 7,4%      |
| 22          | 22          | 6 d'octubre de 2023    | 283 000     | 9,6%      |
| 23          | 23          | 9 d'octubre de 2023    | 293 000     | 8,6%      |
| 24          | 24          | 10 d'octubre de 2023   | 195 000     | 6,5%      |
| 25          | 25          | 11 d'octubre de 2023   | 252 000     | 8,3%      |
| 26          | 26          | 13 d'octubre de 2023   | 302 000     | 9,2%      |
| 27          | 27          | 16 d'octubre de 2023   | 277 000     | 8,0%      |
| 28          | 28          | 17 d'octubre de 2023   | 288 000     | 8,6%      |
| 29          | 29          | 18 d'octubre de 2023   | 260 000     | 7,7%      |
| 30          | 30          | 19 d'octubre de 2023   | 325 000     | 9,1%      |
| 31          | 31          | 20 d'octubre de 2023   | 247 000     | 7,4%      |
| 32          | 32          | 23 d'octubre de 2023   | 360 000     | 10,4%     |
| 33          | 33          | 24 d'octubre de 2023   | 301 000     | 9,3%      |
| 34          | 34          | 25 d'octubre de 2023   | 299 000     | 9,5%      |
| 35          | 35          | 26 d'octubre de 2023   | 267 000     | 7,9%      |
| 36          | 36          | 27 d'octubre de 2023   | 232 000     | 7,8%      |
| 37          | 37          | 30 d'octubre de 2023   | 279 000     | 8,5%      |
| 38          | 38          | 1 de novembre de 2023  | 400 000     | 8,4%      |
| 39          | 39          | 2 de novembre de 2023  | 291 000     | 8,0%      |
| 40          | 40          | 3 de novembre de 2023  | 263 000     | 7,9%      |
| 41          | 41          | 6 de novembre de 2023  | 254 000     | 7,9%      |
| 42          | 42          | 7 de novembre de 2023  | 276 000     | 8,4%      |
| 43          | 43          | 8 de novembre de 2023  | 249 000     | 7,6%      |
| 44          | 44          | 9 de novembre de 2023  | 330 000     | 9,0%      |
| 45          | 45          | 10 de novembre de 2023 | 309 000     | 9,2%      |
| 46          | 46          | 13 de novembre de 2023 | 247 000     | 7,6%      |
| 47          | 47          | 14 de novembre de 2023 | 258 000     | 7,9%      |
| 48          | 48          | 17 de novembre de 2023 | 324 000     | 9,7%      |
| 49          | 49          | 20 de novembre de 2023 | 316 000     | 7,6%      |
| 50          | 50          | 21 de novembre de 2023 | 290 000     | 7,0%      |
| 51          | 51          | 22 de novembre de 2023 | 305 000     | 8,9%      |
| 52          | 52          | 23 de novembre de 2023 | 252 000     | 7,5%      |
| 53          | 53          | 24 de novembre de 2023 | 253 000     | 8,2%      |
| 54          | 54          | 27 de novembre de 2023 | 252 000     | 7,9%      |
| 55          | 55          | 28 de novembre de 2023 | 251 000     | 7,5%      |
| 56          | 56          | 29 de novembre de 2023 | 432 000     | 9,8%      |
| 57          | 57          | 30 de novembre de 2023 | 244 000     | 7,0%      |
| 58          | 58          | 1 de desembre de 2023  | 320 000     | 9,4%      |
| 59          | 59          | 4 de desembre de 2023  | 294 000     | 8,5%      |
| 60          | 60          | 5 de desembre de 2023  | 262 000     | 8,4%      |
| 61          | 61          | 6 de desembre de 2023  | 436 000     | 7,6%      |
| 62          | 62          | 7 de desembre de 2023  | 276 000     | 7,8%      |
| 63          | 63          | 8 de desembre de 2023  | 374 000     | 8,5%      |
| 64          | 64          | 11 de desembre de 2023 | 273 000     | 8,6%      |
| 65          | 65          | 12 de desembre de 2023 | 241 000     | 7,5%      |
| 66          | 66          | 13 de desembre de 2023 | 237 000     | 7,4%      |
| 67          | 67          | 14 de desembre de 2023 | 231 000     | 7,3%      |
| 68          | 68          | 15 de desembre de 2023 | 257 000     | 8,6%      |
| 69          | 69          | 18 de desembre de 2023 | 266 000     | 8,4%      |
| 70          | 70          | 19 de desembre de 2023 | 345 000     | 10,8%     |
| 71          | 71          | 20 de desembre de 2023 | 289 000     | 8,8%      |
| 72          | 72          | 21 de desembre de 2023 | 244 000     | 7,7%      |
| 73          | 73          | 26 de desembre de 2023 | 257 000     | 7,2%      |
| 74          | 74          | 27 de desembre de 2023 | 241 000     | 7,2%      |
| 75          | 75          | 28 de desembre de 2023 | 302 000     | 8,2%      |
| 76          | 76          | 29 de desembre de 2023 | 279 000     | 7,9%      |
| 77          | 77          | 2 de gener de 2024     | 334 000     | 9,3%      |
| 78          | 78          | 3 de gener de 2024     | 322 000     | 8,7%      |
| 79          | 79          | 4 de gener de 2024     | 276 000     | 7,3%      |